# 林弥栄
林 弥栄（はやし やさか、1911年1月29日 - 1991年4月23日）は、日本の植物学者。専門は樹木学。東京農業大学教授を務め、理学博士。Hayashiは、植物の学名で命名者を示す場合に林弥栄を示すのに使われる。（命名者略記を閲覧する／IPNIでAuthor Detailsを検索する。）

## 来歴
愛知県に生まれる。東京高等造園学校園芸学科卒業。農林水産省・林野庁に35年間勤務し、その間全国の植物を調査研究した。農林水産省林業試験場浅川実験林林長などを歴任する。
のち、東京農業大学造園科学科教授に転じる。在職中の1982年には「日本造園植物研究会」をゼミOBとともに発足させた。
日本林学賞、昭和60年度第4回日本造園学会上原敬二賞を受賞。

## 著書
林の著作の一部はデジタル化されており、インターネット上の国立国会図書館デジタルコレクションで公開されている。

### 単著・共著・編著
- 『日本産針葉樹の分類と分布』農林出版、1960年 国立国会図書館書誌ID:000001011580 doi:10.11501/2492026
- 『有用樹木図説 : 林木編』誠文堂新光社、1969年 国立国会図書館書誌ID:000001136796 doi:10.11501/12634060
- 『日本の花木』（写真:富成忠夫）講談社、1971年
- 『花木栽培の基礎知識』全国林業改良普及協会<林業改良普及双書50>、1972年
- 『日本のサクラ』（本田正次と共編）誠文堂新光社、1974年 国立国会図書館書誌ID:000001119290 doi:10.11501/12639302
- 『さくら百花』（戸井田道三との共著）平凡社<平凡社カラー新書10>、1975年
- 『原色花木』（富成忠夫と共著）家の光協会、1978年
- 『サクラ100選』ニュー・サイエンス社<グリーンブックス 61>、1980年
- 『サクラ』講談社<講談社カラー科学大図鑑>、1981年
- 『日本の野草』(編著）山と溪谷社<山溪カラー名鑑>、1983年
- 『日本の樹木』（編著）山と溪谷社<山溪カラー名鑑>、1985年 ISBN 4-635-09017-5 doi:10.11501/12602012

### 監修
- 落合和夫（著）『街路樹実務ガイド』日本林業技術協会、1973年
- 『樹木・果実』学習研究社<原色学習ワイド図鑑>、1979年（改訂新版は2002年）
- 『原色園芸植物大圖鑑』（本田正次・古里和夫と共同）北隆館、1984年
- 『樹木たちの歳時記』（富成忠夫と共同）講談社<マイフルールシリーズ>、1984年
- 『原色樹木大圖鑑』（古里和夫・中村恒雄と共同）北隆館、1985年 国立国会図書館書誌ID:000001848661 doi:10.11501/12634227
- 『原色世界植物大圖鑑』（古里和夫と共同）北隆館、1986年 国立国会図書館書誌ID:000001873716 doi:10.11501/12602082
- 『原色高山植物大圖鑑』（小野幹雄と共同）北隆館<原色大圖鑑シリーズ第6巻>、1987年
- 『夏の山野草と樹木550種』（総監修）講談社<マイフルールシリーズ>、1987年
- 『秋の山野草と樹木505種』（総監修）講談社<マイフルールシリーズ>、1987年
- 『野に咲く花』山と溪谷社<山溪ハンディ図鑑1>、1989年
- 『樹木 見分けのポイント図鑑』講談社、2003年
- 『野草 見分けのポイント図鑑』講談社、2003年